# Anhinga anhinga
L'aninga comune (Anhinga anhinga (Linnaeus, 1766)), conosciuta anche come aninga americana o uccello serpente, è un grosso uccello americano appartenente all'ordine dei Suliformes.

## Descrizione
Di aspetto molto snello, con un collo molto lungo, becco lungo e affilato. Misura in lunghezza circa 85-90 cm e ha un'apertura alare di poco sopra il metro e mezzo. Il piumaggio è completamente di colore nero con striature bianche sulle ali. Il piumaggio è simile in entrambi i sessi ma la femmina è più bruna. Il becco è giallo, i piedi palmati.

## Biologia
Cerca il cibo nuotando immersa nell'acqua, tranne il collo e il capo. Costruisce il nido sugli alberi prospicienti l'acqua e in essi sono deposte 2-5 uova. L'incubazione, svolta anche dal maschio, dura un mese. I nidacei sono nutriti da ambedue i sessi. per alcune settimane. Si ciba di pesci, anfibi, serpenti, granchi, tutti catturati in acqua dopo un fulmineo colpo del becco.

## Distribuzione e habitat
Ha un areale vastissimo, che spazia dalla Columbia Britannica alla Patagonia, attraverso più di 20 stati e comprende anche le Antille. Tuttavia, è molto diffusa in Sudamerica ma rara nella parte settentrionale del continente. Le uniche due popolazioni consistenti e non a rischio per il 2005 sono quella di Cuba e delle Everglades. Negli USA è diffusa, con moltissime popolazioni con pochi esemplari nel Texas, nella Georgia, in Virginia (dove si riproduce con pochissime coppie ed è in pericolo critico), forse ancora a Porto Rico, nel Mississippi, nel Missouri, in Florida e nelle Isole Vergini
 Anche in Messico è presente a macchia di leopardo, mentre nelle Antille non è a rischio. In particolare, nonostante lo scarso interesse di Castro e del governo di Cuba, la specie abbonda su tutto il territorio nazionale, così come in Giamaica. L'areale occupa in totale 15000000 di chilometri quadrati.
Questo uccello è presente in ambienti molto simili tra loro: fiumi, laghi e paludi, in cui si concentra in enormi colonie anche di 10.000 individui.

## Conservazione
A. anhinga è considerata dalla IUCN Red List come specie a basso rischio (Least Concern).

L'aninga è protetta negli USA dal Migratory Bird Treaty Act del 1918 (primo atto ufficiale degli USA dopo la Grande Guerra)